# Carl Abrahamsson
Karl Gustaf Emanuel „Carl, Calle Aber“ Abrahamsson  (* 1. Mai 1896 in Södertälje; † 25. Dezember 1948 ebenda) war ein schwedischer Eishockeyspieler. Sein Bruder Erik Abrahamsson war ebenfalls professioneller Eishockeyspieler. 

## Karriere
Auf Vereinsebene spielte Carl Abrahamsson ausschließlich für seinen Heimatverein Södertälje SK. Von 1924 bis 1934 trat er mit seiner Mannschaft in der schwedischen Meisterschaft an. In den Jahren 1925 und 1931 gewann er jeweils mit Södertälje den nationalen Meistertitel. 

### International
Für Schweden nahm Abrahamsson an den Olympischen Winterspielen 1928 in St. Moritz teil, bei denen er mit seiner Mannschaft die Silbermedaille gewann. Als bestes europäisches Team bei den Olympischen Winterspielen gewann er mit seiner Mannschaft den Europameistertitel. Zudem stand er im Aufgebot seines Landes bei der Weltmeisterschaft 1931 und der Europameisterschaft 1932. Bei der EM 1932 wurde er mit Schweden erneut Europameister. 

## Erfolge und Auszeichnungen
- 1925 Schwedischer Meister mit dem Södertälje SK
- 1931 Schwedischer Meister mit dem Södertälje SK

### International
- 1928 Silbermedaille bei den Olympischen Winterspielen
- 1932 Goldmedaille bei der Europameisterschaft